# Pygopleurus kareli
Pygopleurus kareli är en skalbaggsart som beskrevs av Rudolph Petrovitz 1962. Pygopleurus kareli ingår i släktet Pygopleurus och familjen Glaphyridae. Inga underarter finns listade i Catalogue of Life.